# Gurij (Kuzmenko)
Gurij (světským jménem: Serhij Olexandrovyč Kuzmenko; * 11. srpna 1964, Debalceve) byl ukrajinský duchovní Ukrajinské pravoslavné církve Moskevského patriarchátu a emeritní arcibiskup žytomyrský a novohrad-volynský.

## Život
Narodil se 11. srpna 1964 v Debalcevu.
Po střední škole studoval na železniční škole.
Roku 1984 nastoupil na Oděský duchovní seminář, poté pokračoval ve studiu na Moskevské duchovní akademii.
Od března do srpna 1990 byl referentem zástupce předsedy Oddělení vnějších církevních vztahů biskupa Vladimira (Ikima).
Dne 21. června 1990 byl zapsán mezi bratry monastýru Danilov. Dne 2. července byl postřižen na monacha se jménem Gurij na počest svatého Gurijem Kazaňského. Dne 15. července byl rukopoložen na hierodiakona a 28. července na jereje.
V letech 1991–1992 byl členem Ruské duchovní misie v Jeruzalémě.
Dne 28. listopadu 1992 byl přijat mezi bratry Kyjevskopečerské lávry.
Dne 5. ledna 1993 se stal sekretářem doněcké eparchiální správy. Dne 19. ledna stejného roku byl povýšen na igumena a 12. února na archimandritu.
Od února 1993 byl představeným katedrálního chrámu svatého Mikuláše v Doněcku a blagočinným 1. Doněckého okruhu.
Dne 31. července 1994 byl rukopoložen na biskupa žytomyrského a novohrad-volynského.
Od září 1995 přednášel dogmatickou teologii na Kyjevském duchovním semináři.
Dne 23. dubna 2002 byl jmenován předsedou Synodního oddělení pro záležitosti mládeže Ukrajinské pravoslavné církve.
Dne 21. dubna 2007 byl povýšen na arcibiskupa.
Dne 23. prosince 2010 byl osvobozen od funkce předsedy synodního oddělení pro záležitosti mládeže a jmenován předsedou Synodní teologické a kanonické komise.
Dne 10. února 2011 byl Svatým synodem Ukrajinské pravoslavné církve penzionován.